# Amtsgericht Tiegenhof
Das Amtsgericht Tiegenhof war ein preußisches Amtsgericht mit Sitz in Tiegenhof.

## Geschichte
In Tiegenhof bestand von 1949 bis 1879 die Gerichtsdeputation Tiegenhof des Kreisgerichts Marienburg. Das königlich preußische Amtsgericht Tiegenhof wurde mit Wirkung zum 1. Oktober 1879 als eines von acht Amtsgerichten im Bezirk des Landgerichtes Elbing im Bezirk des Oberlandesgerichtes Marienwerder gebildet. Der Sitz des Gerichtes war Tiegenhof. Sein Gerichtsbezirk umfasste aus dem Kreis Elbing die Amtsbezirke Fürstenau, Grenzdorf und Jungfer und den Amtsbezirk Groß-Mausdorf ohne den Gemeindebezirk Horsterbusch sowie aus dem Kreis Marienburg den Stadtbezirk Neuteich und die Amtsbezirke Baarenhof, Fürstenwerder, Ladekopp, Marienau, Neukirch, Neuteichsdorf, Petershagen, Ober-Scharpau, Nieder-Scharpau, Schöneberg, Tiegenhagen und Tiegenhof. Am Gericht bestanden 1888 zwei Richterstellen. Das Amtsgericht war damit ein mittelgroßes Amtsgericht im Landgerichtsbezirk. Gerichtstage wurden in Neuteich gehalten. Als Folge des Friedensvertrages von Versailles wurde Danzig als „Freie Stadt Danzig“ aus dem Reichsverband ausgegliedert, und das Amtsgericht Tiegenhof wurde eines der vier Amtsgerichte dieses Mandatsgebietes. Es war nun dem Landgericht Danzig nachgeordnet. Sein Sprengel war verringert. Ein Teil war zu Polen geschlagen worden, ein anderer dem neuen Amtsgericht Neuteich. Mit der Dritten Verordnung betreffend Vereinfachungen und Ersparnisse in der Rechtspflege vom 3. Juli 1935 wurden das Amtsgericht Neuteich zum 1. Oktober 1935 aufgehoben und sein Sprengel dem Amtsgericht Tiegenhof zugelegt.
Nach dem Überfall auf Polen endete 1939 die Staatlichkeit der Freien Stadt Danzig. Das Amtsgericht Tiegenhof wurde wieder dem Landgericht Elbing zugeordnet. Im Jahre 1945 wurde der Amtsgerichtsbezirk unter polnische Verwaltung gestellt und die deutschen Einwohner vertrieben. Damit endete auch die Geschichte des Amtsgerichtes Tiegenhof.